# José Celestino Bruno Mutis y Bosio
José Celestino Bruno Mutis y Bosio (Cádis, 6 de abril de 1732 — Bogotá, 11 de setembro de 1808) foi um padre, matemático e botânico espanhol.